# Guzmania regalis
Guzmania regalis är en gräsväxtart som beskrevs av Hans Edmund Luther. Guzmania regalis ingår i släktet Guzmania och familjen Bromeliaceae. Inga underarter finns listade i Catalogue of Life.